# Jacques Boisrond
Pour les articles homonymes, voir Boisrond.
Jacques Boisrond, né le 27 février 1891 et mort le 3 octobre 1961, est un homme politique français.
Il est inhumé auprès de son fils Michel Boisrond à Montoire-sur-le-Loir.

## Détail des fonctions et des mandats
Mandat parlementaire
- 28 avril 1959 - 3 octobre 1961 : Sénateur de Loir-et-Cher